# スグレ
スグレ （Segré）は、フランス、ペイ・ド・ラ・ロワール地域圏、メーヌ＝エ＝ロワール県の旧コミューン。

## 地理
アンジェ＝レンヌ間、ナント＝ラヴァル間の各道路が交差する地点にあたる。

## 歴史
スグレとは、ラテン語で『孤立した』を意味するセクレトゥム（Secretum）に由来する。
10世紀、初代アンジュー公フールクが、2つの河川を見下ろす突端の上に城を築いた。封建時代のモットーは今も見ることができる。
11世紀、アンジュー公フールク3世（fr）時代に城壁を備えた石造りの城に建て替えられた。1066年にこの城はブルターニュ公コナン2世軍によって攻略されている。
1191年、時のアンジュー公にしてイングランド王リチャード獅子心王は、自らの王妃ベレンガリア・オブ・ナヴァールの所領とするため、ジョフロワ・ド・ラ・ゲルシュの持つスグレを没収した。
1490年、高アンジュー地方を荒らしまわっていたならず者たちによって、スグレの町全体が破壊された。
1589年、アンリ3世の名代としてアンジュー総督であったラ・ロシュポ伯爵は、かつてリーグ派のものだったスグレを攻略した。スグレを平定後、彼は城と城壁、全ての要塞化された邸宅を解体させた。
1635年、リシュリューは自らの家臣であるルーヴェヌ領主ギヨーム・ド・ボートリュに、スグレを男爵領として与えた。
フランス革命後の1795年、200人の共和国軍兵士たちが防衛するスグレに、2000人もの反乱軍が侵攻した。4時間の戦闘後、共和国側が降伏した。町は略奪され、身柄を拘束されていた33人の共和国派の人々が虐殺された。
19世紀から20世紀初頭、スグレの人口は増加傾向にあった。原因は、隣接コミューンの併合、鉄道網の拡張、鉄とスレート産業の拡大にあった。
1944年8月5日から6日、ドイツ軍は、侵攻するアメリカ軍に対して、スグレの町に火を放ち、60人の人質をとった。郡と司祭の仲介をとらなかったため、彼らは非難された。
少なくとも中世以来、スグレは鉄とスレートの採掘を産業としてきた。スグレ、ニオワゾー、ノワイヨン、コンブレは、高アンジュー地方における鉄およびスレート採掘の中心地だった。シェール川とロワール川が近くにあったことで、これら河川は産業の拡大に貢献することとなった。スグレの産業は大きな変化に直面している。この30年間、スグレにおいて、行政ニーズである経済、教育、保健、社会保険を満たすため、ビジネスや文化・スポーツ施設が開発された。
2016年12月15日、周辺コミューンと合併し、コミューン・ヌーヴェル（fr）であるスグレ＝アン＝アンジュー・ブルーとなった。

## 人口統計
| 1962年 | 1968年 | 1975年 | 1982年 | 1990年 | 1999年 | 2006年 |
| ------ | ------ | ------ | ------ | ------ | ------ | ------ |
| 5 203  | 5 959  | 6 702  | 6 777  | 6 434  | 6 410  | 6 593  |

source = Cassini et INSEE

## 姉妹都市
- ラウインゲン、ドイツ
- ファーンダウン、イギリス